# Râul Sinești, Boul
Râul Sinești este un curs de apă, afluent al râului Boul. 